# Sveti Blaž
Sveti Blaž, krščanski škof, mučenec in svetnik, * druga polovica 3. st., Sebaste; † 3. februar 316, Sebaste (rimska pokrajina Armenija; danes Sivas, Turčija).

## Življenjepis

### Ime
1. Ime Blaž izhaja iz staro-grške besede »basileos« (βασιλεος) tj. »kralj«; od tod latinsko »Blasius«.
2. Nekateri pa ime izpeljujejo iz grškega pridevnika blaisos, kar pomeni: »krivonog« (tisti, ki ima ukrivljene noge navzven), oz. latinskega blaesus: »jecljav, sesljav«. [3]
3. Drugi izvajajo ime iz latinskega »Blasius«, kar prvotno pomeni »jecljajoč«. [4]
4. Na Vipavskem so se priporočali svetemu Blažu pred burjo. [5] To zavetništvo je preneseno z nemškega območja, kjer so si naredili sv. Blaža za zavetnika proti vetru in viharju, ker je ljudstvo verjelo, da je njegovo ime Blasius povezano z nemškim glagolom blasen – pihati.[6] [5] [7]

### Mladost
Blaž se je rodil v Sebastah, v takratni rimski pokrajini Armeniji, uglednim, bogatim in plemenitim krščanskim  staršem v drugi polovici 3. stoletja in bil že v otroštvu deležen krščanske, pa tudi znanstvene izobrazbe; postal je zdravnik. Že zmlada bogaboječ, ljubosumno varujoč nedolžnost in čistost, ki ju je nadvse cenil, se je izogibal družbe tistih, ki so z besedami ali dejanji kazali svojo porednost in nesramnost: do revežev pa je bil usmiljen, potrpežljiv in darežljiv. 

### Škof
Take čednosti so ga naredile tako ljubega Bogu in ljudem, da sta ga duhovščina in ljudstvo, zlasti zaradi njegove velike ljubezni do bolnih, revnih in potrebnih, po smrti sebaškega škofa enoglasno izvolila za njegovega naslednika. V svoji ponižnosti je zelo nerad sprejel to visoko službo, vendar se je vseskozi izkazal kot vešč dušni zdravnik in skrben pastir v dobro svoje črede. Škofovsko službo je nekaj let vestno opravljal z apostolsko gorečnostjo in ni opuščal ničesar od svojih dolžnosti. 
Ko pa je cesar Licinij začenjal hladiti svojo nebrzdano jezo v krvi kristjanov, ker ga je 314 porazil Konstantin Veliki, je našel v mestnem župan u Agrikolaju prilizovalca, ki je bil pripravljen izvajati cesarske ukaze z nečloveško grozovitostjo. Cesar je poslal pokrajinskega upravitelja Agrikolaja v Sebaste z naročilom, da naj popolnoma iztrebi kristjane. Sveti škof je spodbujal svoje vernike k vztrajnosti in jih je učil, kako morajo rajši pretrpeti vse muke in celo samo smrt, kot pa le malo skreniti od prave vere. Izrazil je čvrsto namero, da se nikoli ne bo oddaljil od svoje črede; vendar so ga preprosili ne le duhovniki, ampak je dobil namig tudi od Boga, naj se umakne nekaj časa pred nevihto. Zategadelj je določil nekaj duhovnikov, ki ga bodo nadomeščali v njegovi odsotnosti in pomagali vernikom s spodbudo in tolažbo; on pa se je odpravil na Argejsko gorovje,  kjer je skrit v brlogu neprenehoma molil za svoje vernike, da bi med preganjanjem vztrajali v veri in njegove molitve so res bile uslišane: sebaški kristjani so ostali zvesti katoliški veri med krutim preganjanjem, ki se je stopnjevalo. Prezirali so muke in se niso bali niti same smrti, ter so jo bili radostno pripravljeni prestati, če bo potrebno.  

### Čudodelnik tudi med preganjanjem
Bog je očitno podpiral čredo svetega Blaža, obenem pa ni pozabil niti na skrbnega pastirja, da bi mu priskrbel potrebna živila, in sicer prek nerazumnih živali, ki so mu vsakodnevno prihajale prinašale potrebno hrano; on pa jih je vselej blagoslovil. Iz soseske so ga obiskovali ljudje, ki so ali sami trpeli za telesnimi boleznimi, ali pa so k svetemu možu prinašali druge bolnike, te ga prosili, naj jih ozdravi; puščavnik je po kratki molitvi in pokrižanju vsem vrnil zdravje, in jih potolažene odslovil. 
Med drugim je neki ženi vrnil svinjo, ki jo je ugrabil volk. Žena mu je v znak hvaležnosti podarila svečo in del kolin.  
Nekaj časa je to pred krščanskimi preganjalci ostalo skrito.  Končno pa so med lovom Agrikolajevi hlapci v gozdu opazili, da z Argejskega hriba drvijo divje živali k Blaževemu zavetišču; jahali so za njimi in v brlogu našli svetega škofa zatopljenega v molitev in obkroženega s prplašenimi zverinami. Zadevo so takoj prijavili svojemu gospodarju, ki je ukazal njegovo prijetje. Medtem mu je Bog že razodel bližajočo se preskušnjo. Ko je torej opazil bližajoče se vojake, se jim je prostovoljnoma vdal in odšel z njimi z gore. Spotoma so mu jokajoči verniki prinašali bolnike ki jih je pred očmi vojakov takoj ozdravil. Ko je prispel sveti škof v mesto, so ga vrgli v hudo ječo; tudi tam je ozdravil nekaj bolnikov, ki so mu jih prinesli ali pa so prišli sami po ječarjevem posredovanju. 
Med temi je bil tudi edinec neke vdove, ki se mu je med jedjo ribja kost v grlo zapičila tako nerodno, da je ni bilo mogoče niti izpuliti niti poriniti naprej. Otroku je grlo oteklo, da se je že dušil, in bolečine so vedno bolj naraščale. Sveti mož je povzdignil k nebu oči in prekrižal otečeno dečkovo grlo in glej: oteklina je takoj splahnela, otrok pa se je vrnil zdrav domov. Od tod je potekla navada, ki se je obdržala vse do danes, da v podobnih primerih ali pri boleznih grla kličejo svetega Blaža na pomoč.  
Ko je to zvedel cesarski namestnik Agrikolaj (Agricolaus), je svetega Blaža poklical k sebi, in ga je poskusil pridobiti k češččenju poganskih malikov najprej s prilizovanjem in obljubami. Ko pa mu je sveti mož dejal, da je češčenje malikov napačno, je prešel h grožnjam, ki niso nič zalegle. Zato je izdal ukaz, da naj neuklonljivega moža pretepajo s šibami in trgajo z železnimi grebeni za česanje lanu, volne ali konople, da je bil že polmrtev: nato pa so ga nenadoma potunkali v vodo. Tako so ga mučili skozi tri ure s kratkimi presledki, da bi ga ja čim bolj bolelo. 
Bog pa je svojega služabnika čudežno ohranjal pri življenju in mu dajal tolikšno moč, da je nasilnežu dejal:  »Mar misliš, da me boš na ta način odvrnil od mojega Boga? Zaman. Moj Bog me tolaži in krepi. Ne boš me uklonil!« Trinog je na te besede pobesnel in ukazal svetega moža spet veči v temnico. Nekaj pobožnih žensk je šlo za njim in z mehkimi robčki pobiralo kri, ki je curljala na zemljo; pa so jih biriči ujeli in po hudem mučenju obglavili. 
V upanju, da bodo muke in trpljenje v ječi omehčale Blaža k darovanju malikom, ga je namestnik še enkrat zaslišal. , Nedolgo zatem je Agrikolaj obsodil Blaža na smrt, in sicer na utopitev v jezeru. Sveti mož je šel k jezeru veselo ter sebe in vodo zaznamenoval s svetim križem. Biriči so ga nasilno vrgli v vodo, vendar je takoj priplaval na gladino, ter začel hoditi po njej tako kot mi po kopnem, ter oznanjal navzočim, da je zveličanje le v Kristusu. Končno se je obrnil k poganom in jih dejal: »Če je kdo med vami, ki misli, da imajo poganski bogovi isto moč, naj takoj pride k meni.« Nekaj hudobnežev se je drznilo, vendar so takoj utonili. Sveti Blaž je končno zopet prišel na kopno in končal pod mečem svoj boj, leta 316. 

## Spomin
Sveti Blaž goduje 3. februarja.
Na vseh upodobitvah je prikazan kot škof, na Vzhodu tudi kot starček z brado in kodrastimi lasmi.
Vremenski pregovori, povezani z njegovim godom pravijo: »Če je na Blaževo oblačno, nadejaj se dobre letine. Na svečnico in Blaževo lepo, veliko v jeseni vina bo.«

### Relikvije In češčenje
Češčenje sv. Blaža je med vernim ljudstvom zelo razširjeno. Zlasti ga časte Dalmatinci. Pravijo mu sveti Vlaho. Dubrovnik si ga je izbral že morda v desetem stoletju za svojega zavetnika. V prastari dobi so mu sezidali cerkev tik pri mestnih vratih, »Pila«; drugo, lepšoin večjo, pa v najlepšem delu mesta, ker še danes stoji in je stolnica dubrovniške škofije. V stolnici pa hranijo v dragocenem relikviariju velik del svetih ostankov svojega mogočnega patrona. Ko je bil Dubrovnik še samostojna republika, je imel sliko sv. Blaža na svojem državnem praporu, na trgovski zastavi, na državnem pečatu in kovancih. In še vedno je znamenje pravega Dubrovničana posebna pobožnost in neomajno zaupanje do svetega »Vlaha«.  – Ljudstvo se rado zateka k sv. Blažu tudi v drugih krščanskih deželah, tako vzhodnih kakor v zahodnh. V Rimu je patron petih cerkva. 

### Blažev žegen ali blažanje
V zvezi s čudežem, ki ga je storil svetnik, ko je ozdravil umirajočega dečka, deli Cerkev vsako leto na god sv. Blaža - Blažev blagoslov. Mašnik najprej blagoslovi sveče za ta blagoslov s posebno molitvijo. Nato vzame dve sveči, zvezani v obliki križa, in ju približa grlu vsakega, kdor želi prejeti Blažev blagoslov. Blagoslov podeli z besedami: »Na priprošnjo sv. Blaža, škofa in mučenca, naj te Bog obvaruje bolezni grla in vsakega drugega zla. V imenu Očeta in Sina in Svetega Duha.« Na te besede odgovorimo z Amen.
»Blažev žegen« je eden izmed številnih blagoslovov oziroma blagoslovin (zakramentalov), s katerimi Cerkev prav posebno moli za svoje vernike. Tudi ta blagoslov ima moč iz njene molitve in našega pobožnega prejemanja. Zato je neupravičen rek: »Koristi toliko ko Blažev žegen.« 

## Ocena
1. Pri svetem Blažu gre za zgodnjekrščanskega svetnika in škofa, ki je pretrpel mučeniško smrt za časa cesarja Licinija. O njem obstoji zelo malo zanesljivih podatkov; zato pa obstaja vrsta različnih legend, nastalih v srednjem veku. Gledati jih moramo v pedagoški luči, oziroma kot spodbudo vernikom, da globlje in resneje sprejmejo in živijo svojo vero. Do tega časa se je bilo češčenje mnogih starokščanskih svetnikov ukoreninilo; posebno tistih, ki so v prvih stoletjih prenesli mučeniško smrt. Ker o njihovem življenju ni ohranjenih mnogo podatkov, so srednjeveški svetopisci redno čutili potrebo dopolnjevanja svetniških življenjepisov in sicer z dodajanjem nekaterih manj verjetnih prvin. V tem smislu je neopravičeno in krivično take legende zavreči zaradi njihove zgodovinske vprašljivosti, amak je njihovo vrednost treba iskati v omenjeni vzgojni vlogi, ki je v glavnem izpolnjevala svoj namen, saj se je češčenje do tedaj manj znanih svetnikov zelo pogosto razširil po celi Cerkvi. Tako je bilo tudi s češčenjem svetega Blaža. Zaradi takih nepreverljivih dopolnitev bi vendarle ne smeli posameznih svetnikov kar povprek, k čemur namreč nagibajo današnji kritiki. Cerkev je vedno z veliko resnostjo postopala pri razglaševanju svetnikov; to nas navaja na sklep, da so vsi tisti, a zlasti krščanski mučenci prvih stoletih kot je bil sveti Blaž, zares živeli sveto in zaslužili nostiti krono poveličanja. V tem smislo moremo po eni strani reči, da se je češčenje takih svetnikov razvijalo veliko bolj kot pa potreba po varovanju točnih življenjepisnih podatkov; po drugi strani lahko predpostavimo, da večino krasi globoka vera, ki so jo izpričevali z vsakdanjim prizadevanjem v ljubezni do Boga in bližnjega, kakor tudi z mučeniško smrtjo. To so kajpada že sama po sebi izredna dejanja, ki so se pa srednjeveškemu človeku dozdevala pomanjkljiva. Zato so za potrebe tedanjih vernikov dopolnjevali življenjepise z omenjenimi prvinami. V zvezi s tem rajši govorimo o izročilu kot o legendi. [16]
2. V njegovem življenju je povezana resničnost z legendo, da ju ni lahko razločiti; legenda pa po splošnem prepričanju vendarle vsebuje zgodovinsko jedro. Zaradi zgodovinske oddaljenosti, prihoda muslimanskih Turkov na področje njegovega življenja in delovanja, raznih prevratov in vojn, drugih zgodovinskih in vremenskih ujm je ostalo iz starokrščanskih časov dokaj malo prvotnih virov. V takih razmerah je težko ločiti pobožno legendo, ki ji je bil prvi cilj spodbuda vernikov, od življenjske stvarnosti in dejstev. Vsekakor pa drži, da kljub temu njegovo češčenje še vedno živo med ljudstvom, kar potrjuje vsakoletna številna udeležba pri Blaževem žegnu.  Tega ni mogel uničiti niti suhoparni historicizem – ki zametuje ustno izročilo – zlasti pa pobožne legende – ampak upošteva le zgodovinske izkopanine – ki pa v tem primeru iz navedenih razlogov manjkajo; pravi znanosti in tudi Cerkvi je napravil zlasti v pokoncilskem času več škode kot koristi. Priznani profesor zgodovine, pisatelj in duhovnik Miklavčič je to enostransko poluznanstveno usmeritev pri svojih izredno temeljitih predavanjih hudo grajal.
3. Komaj da je kak svetnik Vzhodne Cerkve na Zahodu dosegel tako veliko čast in splošno češčenje kot sveti Blaž, škof v armenskih Sebastah; in vendarle izročila, ki poročajo o njegovi mladosti in  vzgoji, niso popolnoma zanesljiva. Medtem pa vendarle soglašajo med seboj v mnogih delih; in to skupno (medsebojno ujemanje) smemo smatrati za pravo zgodovinsko jedro. [9]